# Theater Wolkenflug
Das Theater Wolkenflug macht zeitgenössisches Theater mit Anspruch auf Gegenwartsrelevanz an Orten, an denen eigentlich nicht Theater gespielt wird. Es wird von Ute Liepold und Bernd Liepold-Mosser geleitet.
Die ersten Projekte fanden im Jahr 2001 in Stift Griffen statt mit der Uraufführung von Josef Winklers Blutorange mit Heiligenschein, danach folgten Produktionen wie wählt mich oder die theatrale Installation 150 Frauen im „Quadrat“, dem „Theater Halle 11“ und am Spielort „artecielo“.
Seit 2013 finden regelmäßig zwei bzw. vier Produktionen im Jahr statt. Regisseurin Ute Liepold wurde für die Inszenierung der Uraufführung von Robert Woelfls wir verkaufen immer im Landesmuseum Kärnten im Jahr 2013 für den Nestroy-Preis für die „Beste Bundesländer-Aufführung“ nominiert. Danach folgten die Uraufführung von Magdalena Sünderin, einer Dramatisierung des Romans von Lilian Faschinger, im Museum Moderner Kunst Kärnten und die Inszenierung von Reigen revisited, einer Uraufführung von zehn neu geschriebenen Szenen von zeitgenössischen Autoren, im Großen Wappensaal zu Klagenfurt im Mai 2014. Im Winter 2014 wurde das Projekt Weihnachtsoratorium / Asyl bei Freunden im Klagenfurter Dom aufgeführt, im Mai 2015 die Inszenierung von Gert Jonkes Die Hinterhältigkeit der Windmaschinen am Areal der Evangelischen Johanneskirche, eine Szenenauswahl von Shakespeares Julius Caesar im Rahmen der Römertage am Magdalensberg sowie im September 2015 die Inszenierung von Peter Handkes Die schönen Tage von Aranjuez im Garten der Villa Miralago am Wörthersee. 2016 inszenierte Ute Liepold Die Perser von Aischylos im Amphitheater Virunum und Nick Hornbys Nipple Jesus im Museum Moderner Kunst Kärnten, 2017 Werner Koflers Tanzcafé Treblinka im Jazzclub Kammerlichtspiele und Antigone von Sophokles im Archäologischen Park Magdalensberg.